# Грен (Австрія)
Грен (нім. Grän) —  громада округу Ройтте у землі Тіроль, Австрія.
Грен лежить на висоті 1138 м над рівнем моря і займає площу 20,9 км². Громада налічує 580 мешканців.
Густота населення 28/км².
|                               |
| Грен на мапі округу та землі. |

 Адреса управління громади: Nr. 92, 6673 Grän.